# Ematheudes
Ematheudes é um gênero de mariposa pertencente à família Crambidae.